# Rosa prokhanovii
Rosa prokhanovii es una especie de planta del género Rosa, de la familia Rosaceae.

## Taxonomía
Rosa prokhanovii fue descrita por Galushko en 1959.

## Distribución
Se encuentra en el territorio del Cáucaso septentrional.